# ISO 3166-2:IN
ISO 3166-2:IN is een ISO-standaard met betrekking tot de zogenaamde geocodes. Het is een subset van de ISO 3166-2 tabel, die specifiek betrekking heeft op India. 
De gegevens werden tot op 30 oktober 2014 geüpdatet op het ISO Online Browsing Platform (OBP). Hier worden acht unieterritoria -  Union territory (en) / territoire de l’Union (fr) - en 28 deelstaten -  state (en) / État (fr) - gedefinieerd.
Volgens de eerste set, ISO 3166-1, staat IN voor India, het tweede gedeelte is een tweeletterige code.

## Codes
| Code  | Naam                                  | Categorie       |
| ----- | ------------------------------------- | --------------- |
| IN-AN | Andamanen en Nicobaren                | unieterritorium |
| IN-AP | Andhra Pradesh                        | staat           |
| IN-AR | Arunachal Pradesh                     | staat           |
| IN-AS | Assam                                 | staat           |
| IN-BR | Bihar                                 | staat           |
| IN-CH | Chandigarh                            | unieterritorium |
| IN-CT | Chhattisgarh                          | staat           |
| IN-DH | Dadra en Nagar Haveli en Daman en Diu | unieterritorium |
| IN-DL | Delhi                                 | unieterritorium |
| IN-GA | Goa                                   | staat           |
| IN-GJ | Gujarat                               | staat           |
| IN-HR | Haryana                               | staat           |
| IN-HP | Himachal Pradesh                      | staat           |
| IN-JK | Jammu en Kasjmir                      | unieterritorium |
| IN-JH | Jharkhand                             | staat           |
| IN-KA | Karnataka                             | staat           |
| IN-KL | Kerala                                | staat           |
| IN-LD | Laccadiven                            | unieterritorium |
| IN-MP | Madhya Pradesh                        | staat           |
| IN-MH | Maharashtra                           | staat           |
| IN-MN | Manipur                               | staat           |
| IN-ML | Meghalaya                             | staat           |
| IN-MZ | Mizoram                               | staat           |
| IN-NL | Nagaland                              | staat           |
| IN-OR | Odisha                                | staat           |
| IN-PY | Puducherry                            | unieterritorium |
| IN-PB | Punjab                                | staat           |
| IN-RJ | Rajasthan                             | staat           |
| IN-SK | Sikkim                                | staat           |
| IN-TN | Tamil Nadu                            | staat           |
| IN-TG | Telangana                             | staat           |
| IN-TR | Tripura                               | staat           |
| IN-UP | Uttar Pradesh                         | staat           |
| IN-UT | Uttarakhand                           | staat           |
| IN-WB | West-Bengalen                         | staat           |